# Melitaea emipunica
Melitaea emipunica är en fjärilsart som beskrevs av Ruggero Verity 1919. Melitaea emipunica ingår i släktet Melitaea och familjen praktfjärilar. Inga underarter finns listade i Catalogue of Life.